# Nicolas Lhernould
Nicolas Pierre Jean Lhernould (ur. 23 marca 1975 w Courbevoie) – francuski duchowny katolicki, biskup Konstantyny w latach 2020-2024, arcybiskup Tunisu od 2024. 

## Życiorys

### Prezbiterat
Święcenia kapłańskie przyjął 22 maja 2004 i został inkardynowany do archidiecezji Tunisu. Pracował głównie jako duszpasterz parafialny, a w latach 2012–2019 pełnił też funkcję wikariusza generalnego archidiecezji.

### Episkopat
9 grudnia 2019 papież Franciszek mianował go biskupem Konstantyny. Sakry udzielił mu 8 lutego 2020 kardynał Cristóbal López Romero. 4 kwietnia 2024 po przejściu na emeryturę poprzednika został nominowany arcybiskupem Tunisu. 